# Doundougou
Doundougou är en ort i Burkina Faso.   Den ligger i regionen Est, i den östra delen av landet, 200 km öster om huvudstaden Ouagadougou. Doundougou ligger 292 meter över havet och antalet invånare är 309.
Terrängen runt Doundougou är platt. Runt Doundougou är det glesbefolkat, med 18 invånare per kvadratkilometer.. Det finns inga andra samhällen i närheten.
Trakten runt Doundougou består till största delen av jordbruksmark.